# Susanne Wolff
Susanne Wolff (n. 1 mai 1973, Bielefeld, RFG) este o actriță germană. 

## Date biografice
Susanne Wolff a absolvit între anii 1994 si 1998 Școala Superioară de Musică și Teatru din Hannover. Ea a debutat în Viena, primul film în care apare fiind Alma – A Show Biz ans Ende (2001) (rolul Alma Mahler).

## Filmografie
- 2003: Tatort – Heimspiel
- 2004: Swinger Club (Regie: Jan Georg Schütte)
- 2006: Vineta
- 2007: Das Fremde in mir (Regie: Emily Atef)
- 2007: Bis zum Ellenbogen
- 2008: Die Glücklichen (Regie: Jan Georg Schütte)
- 2010: Tatort – Borowski und der vierte Mann
- 2011: Dreileben – Komm mir nicht nach (Regie: Dominik Graf)
- 2011: Fenster zum Sommer
- 2011: Mörderisches Wespennest
- 2012: Mobbing
- 2012: Leg ihn um